# Династија Вангчук
Монархија Бутана је основана 1907. године од стране династије Вангчук. Оснивач династије је Уген Вангчук. Владар Бутана носи титулу Краљ змаја.

## Списак владара
- Уген Вангчук (1907 — 1926) је први краљ Бутана. Основао је династију Вангчук и ујединио Бутан. Владао је деветнаест година.
- Џигме Вангчук (1926 — 1952) је други краљ Бутана. Владао је двадесет и шест година. Под његовом владавином Бутан је био готово потпуно изолован од остатка света. Одржавао је везе само са Британском Индијом и Индијом.

- Џигме Дорџи Вангчук (1952 — 1972) је трећи краљ Бутана. Владао је двадесет година. Почео је да отвора Бутан према спољном свету, модернизовао државу и начинио је прве кораке ка демократизацији.
- Џигме Синге Вангчук (1972 — 2006) је четврти краљ Бутана. Владао је тридесет и четири године. За време владавине Џигме Синге Вангчук телевизија и интернет су постали доступни. Творац је Бруто националне среће.

- Џигме Хесар Намгјел Вангчук (2006 — ) је пети краљ Бутана. Постао је краљ 14. децембра 2006, а званично крунисање уследило је 6. новембра 2008. године.